# Радом
Ра̀дом (на полски: Radom) е град в Централна Полша, Мазовско войводство. Административно е обособен в отделен окръг с площ 111,80 km2. Също така е административен център на Радомски окръг без да е част от него. Населението на града е около 220 000 души (2013).

## География
Градът се намира в историческата област Малополша. Разположен е на 100 километра южно от столицата Варшава край река Млечна.

## История
Радом възниква през VIII-IX век в долината на река Млечна, приблизително на мястото на днешния Стар град. През втората половина на X век е укрепено селище с ров и стена, наричано Пиотровка, вероятно заради църквата „Свети Петър“. Скоро то се превръща във важен административен център близо до границата между Малополша и Мазовия. Първото споменаване на града под името Радом е в папска вула от 1155 година.
През втората половина на XIII век Радом получава градска харта от княз Болеслав V. През 1350 година крал Кажимеж III Велики създава Новия град с кралски замък, защитни стени и сграда на общината. През 1364 година градът получава нова харта с Магдебургско право. През 1376 година той става седалище на староста, като през този период достига най-големия си разцвет.

## Население
Населението на града възлиза на 219 703 души (2013 г.). Гъстотата е 1965 души/км2.

## Известни личности
Родени в Радом
- Лешек Колаковски (1927 – 2009), философ
- Станислав Лоренц (1899 – 1991), изкуствовед
- Яцек Малчевски (1854 – 1929), художник

## Фотогалерия
- Катедрала „Св. Богородица“
- Театър „Розмаитошчи“
- Улица „Стефан Жеромски“